# Trew (Cornouailles)
Pour l’article homonyme, voir Trew.

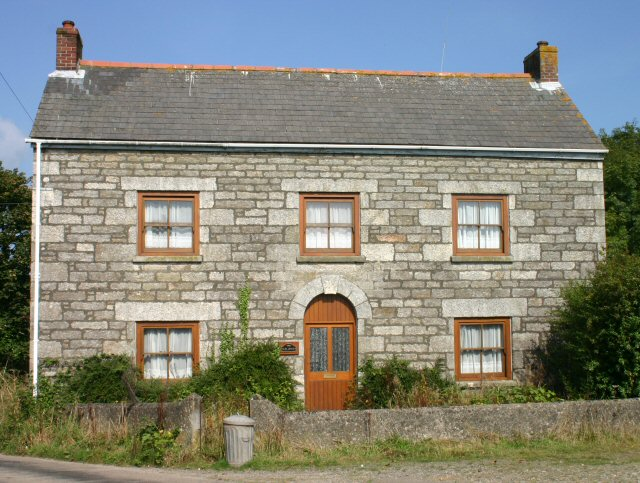
Trelawney House

Trew est un hameau de la paroisse de Breage dans les Cornouailles, Angleterre, Royaume-Uni,.